# Armeni, Vrancea
Armeni este un sat în comuna Slobozia Ciorăști din județul Vrancea, Muntenia, România.
 Acest articol despre o localitate din județul Vrancea este deocamdată un ciot. Puteți ajuta Wikipedia prin completarea lui.